# Hareid
Hareid ist ein Ort und eine Kommune im norwegischen Fylke Møre og Romsdal. Die Kommune hat 5320 Einwohner (Stand: 1. Januar 2025), der Ort Hareid dient als Verwaltungszentrum und hat 3434 Einwohner (Stand: 2019).

## Geographie und Verkehr

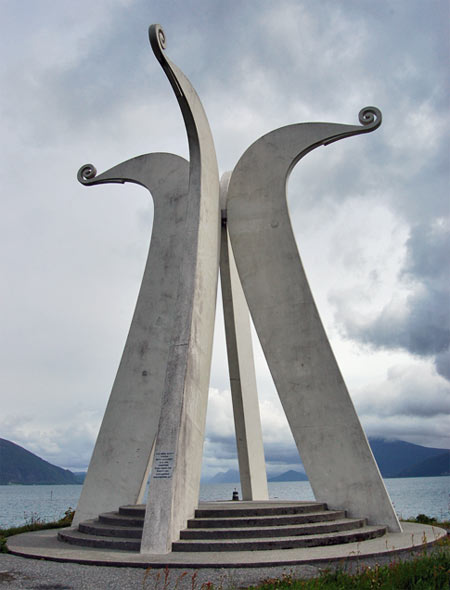
Denkmal für die Schlacht bei Hjørungavåg

Hareid liegt, zusammen mit der Kommune Ulstein, auf der Insel Hareidlandet, westlich von Ålesund und dehnt sich von Nord bis Süd über den dazugehörenden Breidsundet sowie den Vartdalsfjorden um 19,2 und von Ost nach West um 14,1 Kilometer aus. Die höchste Erhebung ist mit einer Höhe von 683 moh. der Kongsvollen.
Vom Hauptort Hareid aus verkehren Fähren nach Ålesund sowie nach Valderøy, den Verwaltungsort der Kommune Giske. Weitere größere Orte in der Kommune sind Bigset, Brandal, Hareid und Hjørungavåg.
Die Bewohner Hareids werden Hareiding genannt. Offizielle Sprachform ist wie in den meisten Kommunen der Provinz Nynorsk, also die seltenere der beiden norwegischen Schriftsprachen.

## Geschichte
Nach allgemeiner Überzeugung fand hier im Jahre 986 oder 994 die Schlacht bei Hjørungavåg zwischen Jarl Håkon und den aus Dänemark herangesegelten Jómswikingern statt.
Die Kommune Hareid ist seit dem 1. Januar 1917 eigenständig, vorher gehörte sie zur Nachbarkommune Ulstein.

## Wirtschaft
Die Landwirtschaft spielt in der Kommune keine größere Rolle. Die meisten Landwirte sind im Nebenerwerb tätig und konzentrieren sich auf Rinder- und Schafhaltung. Wichtiger für die Kommune ist die Fischerei, wobei in Hareid selbst wenige Fischboote registriert sind. Des Weiteren ist die industrielle Produktion von größerer Bedeutung, u. a. im Maschinenbau. Die größten Betriebe sind im Ort Hareid und in Hjørungavåg angesiedelt. Der Ort ist Sitz der international tätigen Hareid Group, eines Elektrotechnikanbieters.
Im Jahr 2019 lag der Arbeitgeber von nur 1097 der 2481 Arbeitstätigen Hareids innerhalb der Kommune. Viele Arbeitnehmer hatten eine Anstellung in Ulstein (706 Personen), Ålesund (180 Personen) oder Herøy (110 Personen).

## Persönlichkeiten
- Einar Hareide (1899–1983), Politiker
- Åge Hareide (* 1953), Fußballspieler und -trainer
- Einar Hareide (* 1959), Industriedesigner
- Fredrik Aursnes (* 1995), Fußballspieler